# Kulstötning för damer i friidrott vid olympiska sommarspelen 1972
Kulstötning för damer vid olympiska sommarspelen 1972 i München avgjordes 5 och 7 september. 

## Medaljörer
| Gren        | Guld                              | Guld         | Silver                        | Silver  | Brons                       | Brons   |
| Kulstötning | Nadezjda Tjizjova · Sovjetunionen | 21,03 m (VR) | Margitta Gummel · Östtyskland | 20,22 m | Ivanka Hristova · Bulgarien | 19,35 m |

## Resultat

### Kval
| Placering | Namn               | Nationalitet    | Märke | Stöt 1 | Stöt 2 | Stöt 3 |
| --------- | ------------------ | --------------- | ----- | ------ | ------ | ------ |
| 1         | Ivanka Hristova    | Bulgarien       | 19.20 | 19.20  | p      | p      |
| 2         | Marianne Adam      | Östtyskland     | 19.11 | 19.11  | p      | p      |
| 3         | Margitta Gummel    | Östtyskland     | 18.82 | 18.82  | p      | p      |
| 4         | Helena Fibingerová | Tjeckoslovakien | 18.66 | 18.66  | p      | p      |
| 5         | Nadezjda Tjizjova  | Sovjetunionen   | 18.54 | 18.54  | p      | p      |
| 6         | Marita Lange       | Östtyskland     | 18.16 | 18.16  | p      | p      |
| 7         | Antonina Ivanova   | Sovjetunionen   | 17.87 | 17.87  | p      | p      |
| 8         | Radostina Vasekova | Bulgarien       | 17.78 | 17.78  | p      | p      |
| 9         | Elena Stoyanova    | Bulgarien       | 17.70 | 17.70  | p      | p      |
| 10        | Ludwika Chewińska  | Polen           | 17.40 | 17.40  | p      | p      |
| 11        | Esfir Dolzhenko    | Sovjetunionen   | 17.18 | 17.18  | p      | p      |
| 12        | Valentina Cioltan  | Rumänien        | 16.85 | 16.85  | p      | p      |
| 13        | Judit Bogná        | Ungern          | 16.52 | 16.52  | p      | p      |
| 14        | Maren Seidler      | USA             | 16.18 | 15.63  | 16.05  | 16.18  |
| 15        | Baeg Ok-Ja         | Sydkorea        | 15.78 | x      | 15.78  | x      |
| 16        | Jan Svendsen       | USA             | 14.96 | 14.48  | x      | 14.96  |
| 17        | Rosa Molina        | Chile           | 14.61 | 14.59  | 14.61  | 14.41  |
| 18        | Nnenna Njoku       | Nigeria         | 10.63 | 10.63  | 10.40  | 9.06   |

### Final
| Placering | Namn               | Nationalitet    | Märke    | Stöt 1 | Stöt 2 | Stöt 3 | Stöt 4 | Stöt 5 | Stöt 6 |
| --------- | ------------------ | --------------- | -------- | ------ | ------ | ------ | ------ | ------ | ------ |
| 1         | Nadezjda Tjizjova  | Sovjetunionen   | 21.03 WR | 21.03  | 20.36  | 20.58  | 19.97  | x      | x      |
| 2         | Margitta Gummel    | Östtyskland     | 20.22    | 18.46  | 18.83  | 19.55  | 20.22  | 19.53  | x      |
| 3         | Ivanka Hristova    | Bulgarien       | 19.35    | 19.35  | x      | 19.22  | x      | 18.82  | 18.95  |
| 4         | Esfir Dolzhenko    | Sovjetunionen   | 19.24    | 18.43  | 19.24  | x      | 18.74  | x      | x      |
| 5         | Marianne Adam      | Östtyskland     | 18.94    | 18.75  | x      | 18.58  | 18.94  | 18.91  | 18.71  |
| 6         | Marita Lange       | Östtyskland     | 18.85    | x      | 18.46  | 18.29  | 18.85  | 18.38  | 18.71  |
| 7         | Helena Fibingerová | Tjeckoslovakien | 18.81    | 18.62  | x      | x      | 18.59  | 18.81  | x      |
| 8         | Elena Stoyanova    | Bulgarien       | 18.34    | 18.24  | 17.75  | 18.34  | x      | 17.55  | x      |
| 9         | Antonina Ivanova   | Sovjetunionen   | 18.28    | 18.28  | 17.99  | 17.98  |        |        |        |
| 10        | Ludwika Chewińska  | Polen           | 18.24    | 17.71  | 18.24  | 17.73  |        |        |        |
| 11        | Judit Bognár       | Ungern          | 18.23    | 17.93  | 17.97  | 18.23  |        |        |        |
| 12        | Radostina Vasekova | Bulgarien       | 17.86    | 17.86  | 17.48  | 17.52  |        |        |        |
| 13        | Valentina Cioltan  | Rumänien        | 16.62    | 16.37  | 16.62  | x      |        |        |        |

Key:  WR = världsrekord; p = giltigt; x = ogiltigt